# Große Samtfledermaus

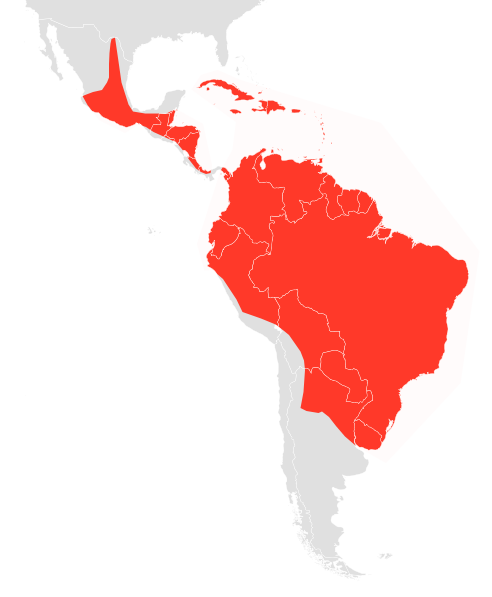
Verbreitungsgebiet der Großen Samtfledermaus, kleinere Inseln wie Florida Keys nicht erkennbar

Die vom südlichen Nordamerika bis zentralen Südamerika verbreitete Große Samtfledermaus oder Pallas-Samtfledermaus (Molossus molossus) ist ein Fledertier in der Gattung der Samtfledermäuse. Mehrere Populationen, die früher zu dieser Art gezählt wurden, sind nach neueren Studien als eigenständige Arten anerkannt. Das Typusexemplar stammt von Martinique.

## Merkmale
Die Art ist mit einer Gesamtlänge von 99 bis 104 mm, einschließlich eines 36 bis 41 mm langen Schwanzes und mit einem Gewicht von 13 bis 18 g (Wert von Puerto Rico) ein großer Gattungsvertreter. Sie hat 8 bis 12 mm lange Hinterfüße, Unterarme von 38 bis 40 mm Länge und 11 bis 13 mm lange Ohren. Typisch für den Kopf sind ein dicker Hautstreifen auf der Stirn, der die Ohren verbindet, eine kurze und breite Schnauze mit etwa trompetenförmigen Nasenlöchern, ein kreisrunder Antitragus und breite Ohren. Die Haare des samtigen Fells sind an den Wurzeln weiß und an den Spitzen braun, rotbraun, schwarzbraun oder graubraun. Auf der Unterseite scheint die weiße Basis manchmal durch. Zusätzlich haben die unterseitigen Haare gelegentlich kurze gelbe Spitzen. Auf kleineren Inseln wurden Albinos registriert. Auf den Flughäuten sind einige Fellflecken vorhanden und ein großer Teil des Schwanzes liegt außerhalb der Schwanzflughaut.
Kennzeichnend ist die Zahnformel mit I 1/1, C 1/1, P 1/2, M 3/3, was 26 Zähne im Gebiss ergibt. Bei anderen Bulldoggfledermäusen mit nur zwei Schneidezähnen im Oberkiefer gibt es eine Kerbe im Kiefer zwischen diesen und den Eckzähnen oder der Schädel ist deutlich größer. Männchen besitzen an der Kehle einen Drüsensack. Ob das Sekret einen moschusartigen Duft hat, wie von einigen Einheimischen berichtet, ist umstritten.

## Verbreitung
Die Große Samtfledermaus ist von den Florida Keys und vom nördlichen Mexiko über Mittelamerika und die karibischen Inseln bis nach Uruguay und zum nördlichen Argentinien verbreitet. Ab dem nördlichen Peru kommt sie nur östlich der Anden vor. Diese Fledermaus ist gut an durch Menschen veränderte Landschaften angepasst und bewohnt Wälder, Plantagen und Gärten.

## Lebensweise
Die Tiere ruhen am Tage unter den Dächern von Gebäuden, in Mauerspalten oder in verlassenen Bunkern. Manchmal nutzen sie Felsspalten, Brücken, Straßendurchlässe, Baumhöhlen oder Holzmasten als Versteck. Männchen ruhen einzeln oder in Junggesellengruppen. Die Kolonien der Weibchen können 10 bis 20 oder selten bis zu 5.000 Mitglieder aufweisen. Unter Ruhepausen zum Ende der Nacht oder an kühlen Tagen kann die Große Samtfledermaus einen torpiden Zustand einnehmen. Diese Fledermaus beginnt ihre Jagt noch bei Tageslicht und bleibt gewöhnlich in der Nähe des Verstecks. Selten kommen Flüge über 20 km oder etwas länger vor. Die Beute stellen unterschiedliche Wirbellose dar, wie Käfer, Fliegen, Ameisen, Wespen oder Heuschrecken. Die Rufe zur Echoortung bestehen aus zwei Impulsen, wobei der erste Impuls bei 30 bis 34 kHz und der zweite Impuls bei 35 bis 40 kHz liegt. Die Art des Fluges ähnelt dem der Segler.
In den meisten Regionen kommen pro Jahr zwei Würfe mit je einem Neugeborenen vor. Die Fortpflanzungszeiten sind von der Verbreitung abhängig. In diesen produziert die Kehldrüse der Männchen das meiste Sekret. Jungtiere werden etwa 6 Wochen gesäugt. Sie bleiben bei Ausflügen der Mutter im Versteck. Nach etwa 65 Tagen sind sie selbst flugfähig.
Vor der Abenddämmerung fällt die Große Samtfledermaus öfter Raubvögeln zum Opfer.

## Parasiten
Der Saugwurm Metadelphis tkachi lebt als Parasit in der Gallenblase der Großen Samtfledermaus.

## Gefährdung
Manchmal werden Männchen gefangen und das Drüsensekret als Naturheilmittel genutzt. Andere Bedrohungen sind nicht bekannt. Das die Art oft häufig auftritt wird sie von der IUCN als nicht gefährdet (least concern) gelistet.